# Всі — дослідники
«Всі — дослідники» (англ. Each an Explorer) — науково-фантастичне оповідання американського письменника Айзека Азімова, вперше опубліковане у червні 1956 в журналі Future Science Fiction. Увійшло до збірки «Купуємо Юпітер та інші історії» (1975).

## Сюжет
Історія про Чаунса і Сміта, двох членів «Команди дослідників», які досліджують нові планети, що є потенційно придатними для освоєння людьми. Через раптову поломку їхнього гіперпросторового двигуна, вони приземляються на планеті з подібною на земну гравітацією та атмосферою, і виявляють там розвинуту сільськогосподарську цивілізацію із полями зернових, що доглядаються чотириногими істотами.
Ці істоти дарують їм два гіперпросторові приціли — коштовні прилади для галактичної навігації, попри те, що планету ніколи не відвідували раніше. Вони показують, що більшу кількість таких приладів можна знайти на сусідній планеті, куди мандрівники вирушають поспіхом, не замислюючись про неймовірність ситуації. На другий планеті їх зустрічають водні змії, які пропонують їм ще декілька гіперпросторових прицілів.
Під час подорожі назад до Землі, Чаунс, відомий своєю інтуїцією, здогадується, що вони були телепатично мотивовані для передачі пилку рослин (які є справжніми господарями) з однієї планети на іншу. Телепатичний вплив рослин домігся цього, примусивши повірити їх, що два маленькі камені були чимось цінним у їхньому світі.
Чаунс вважає, що він повинен негайно попередити Землю про загрозу, оскільки зрозуміло, що один з двох видів істот, підкорених рослинами, колись були здатними до міжпланетних мандрівок. Проте, зрозуміло, що рослини вважають розвинуті цивілізації загрозою для себе, і знешкоджують їх.
Проте ні Чаунс, ні Сміт не здогадуються, що вони везуть спори рослин на Землю.